# 李红 (1972年)
李红（1972年8月—），女，汉族，安徽桐城人，中华人民共和国政治人物。中国科学院等离子体物理研究所核能科学与工程专业毕业，研究生学历，工学博士学位，高级工程师。

## 生平
1992年加入中国共产党。1999年参加工作。2008年1月，任合肥市人民政府副市长。2011年7月，任共青团安徽省委书记、党组书记。2017年11月，任中国国际贸易促进委员会安徽省委员会党组书记、主任。2020年1月，任安徽农业大学党委常委、副校长。
2013年，当选第十二届全国人大代表。